# Piggsvinssjöborre
Piggsvinssjöborre (Cidaris cidaris) är en sjöborreart som först beskrevs av Carl von Linné 1758.  Piggsvinssjöborre ingår i släktet Cidaris och familjen piggsvinssjöborrar. Arten har ej påträffats i Sverige. Inga underarter finns listade i Catalogue of Life.